# Prușînka, Kozeatîn
Prușînka (în ucraineană Прушинка) este un sat în comuna Kordîșivka din raionul Kozeatîn, regiunea Vinnița, Ucraina.

## Demografie
Componența lingvistică a localității Prușînka
     Ucraineană (100%)
Conform recensământului din 2001, toată populația localității Prușînka era vorbitoare de ucraineană (100%).